# Catedral de Malabo
A Catedral de Malabo (por vezes chamada de Catedral de Santa Isabel) é uma catedral católica localizada na Avenida da Independência, em Malabo e, como tal, a maior igreja cristã em toda a Guiné Equatorial. A Catedral é dedicada a Santa Isabel da Hungria.  A construção começou em 1897 com doações de paroquianos, empresas comerciais e do governo espanhol, em seguida, a Guiné Equatorial foi uma colônia espanhola, o arquiteto da catedral foi Luis Segarra Llairadó, e foi inaugurada em 1916. É um templo em estilo revivalista gótico, nomeadamente a sua fachada, ladeada por duas torres de 40 metros de altura, e corpo com três naves.
A catedral foi seriamente danificada pelo fogo em 16 de janeiro de 2020, enquanto os trabalhos de restauração estavam em andamento.